# Ego Kill Talent
Ego Kill Talent é uma banda brasileira fundada em São Paulo em 2014 por Jean Dolabella e Theo van der Loo. 
Atualmente, a banda é formada por Emmily Barreto (voz), Theo van der Loo (guitarra), Niper Boaventura (guitarra), Cris Botarelli (baixo) e Raphael Miranda (bateria).

## Carreira

### 2014–2021: Formação e álbuns
A banda Ego Kill Talent foi fundada em dezembro de 2014 por integrantes de diversas bandas brasileiras, como Udora, Sepultura, Reação em Cadeia e Sayowa. Em novembro de 2015, lançaram seu EP de estreia, Sublimated, produzido no Family Mob Studios, fundado por Jean Dolabella e Estevam Romera. Na metade de 2016, seu segundo EP Still Here foi lançado. Se apresentaram em diversos festivais naquele ano, incluindo o Lollapalooza Brasil. Estevam Romera deixou a banda naquele ano, sendo substituído por Niper Boaventura.
Inicialmente, suas performances eram marcadas pela troca de instrumentos entre os integrantes.

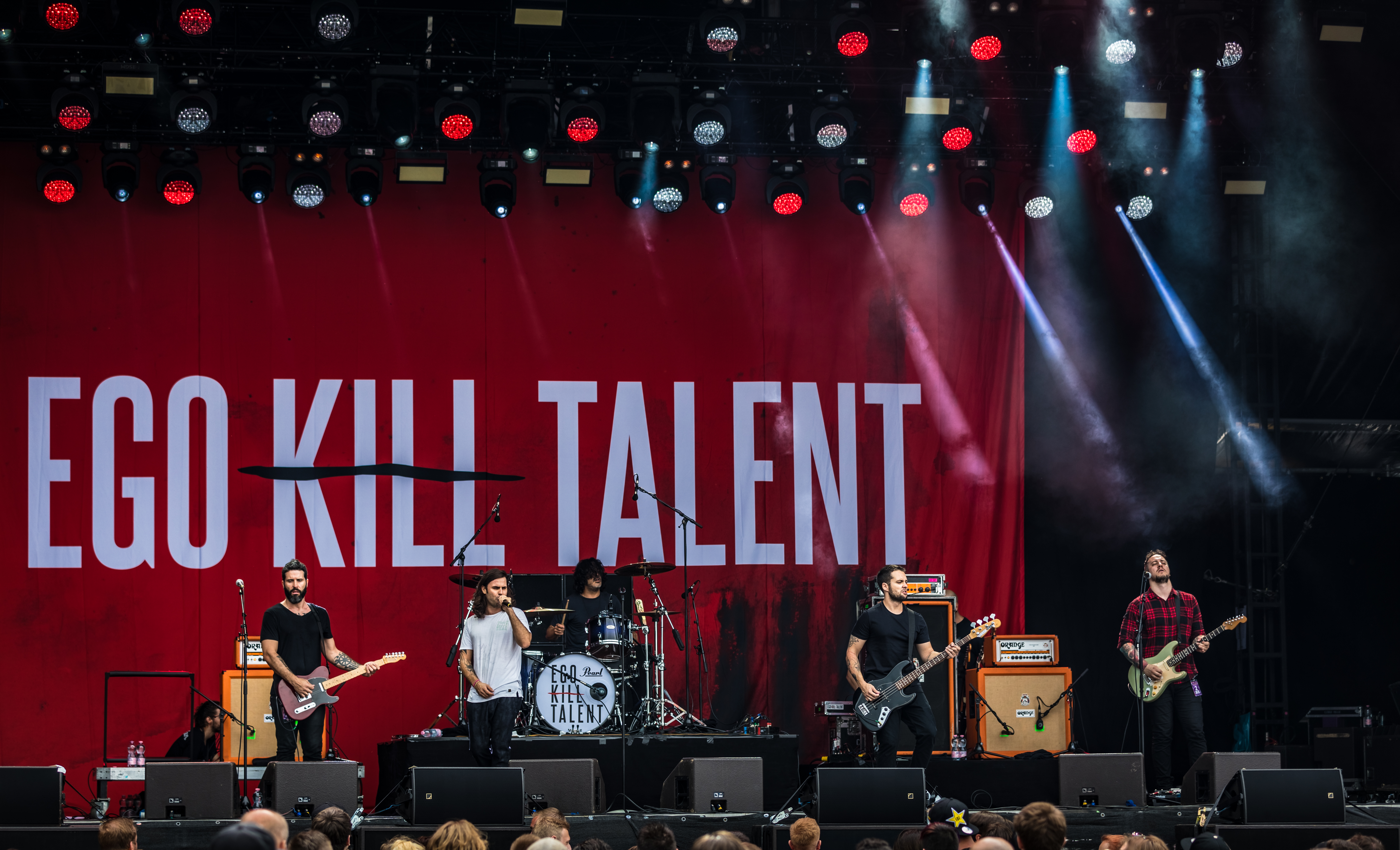
Ego Kill Talent ao vivo em 2018

O primeiro álbum do Ego Kill Talent, autointitulado, foi lançado em 2017. No mesmo ano, foram nomeados pelo Google como um dos vinte artistas mais promissores do cenário musical brasileiro. Também gravaram uma música com a banda Far from Alaska, chamada "Collision Course". A banda foi à Europa para organizar um mini-tour. Tocaram pela primeira vez no Download Festival em Paris. Poucos dias depois, fizeram seu primeiro show solo europeu no Melkweg em Amsterdam. Uma semana depois, tocaram como banda de apoio para a banda System of a Down durante um show em Nîmes na França. Terminada a turnê europeia, voltaram ao Brasil para se apresentar no Rock in Rio. No mesmo ano, seu terceiro EP My Own Deceiver foi lançado e uma versão acústica da música "We All" saiu como single.
Em 2018, se apresentam no Lollapalooza Brasil, em São Paulo, em março e foram banda de abertura da turnê brasileira do Foo Fighters e do Queens of the Stone Age. A banda também lançou um EP ao vivo de sua turnê europeia, chamado Live in Europe 2017. Todas as músicas do EP também foram lançadas como singles. Também fizeram uma turnê europeia em 2018. A banda tocou em festivais e atuou como banda de apoio para a banda Shinedown. Abriram para a banda de metal sinfônico Within Temptation durante a primeira etapa de sua Resist Tour.
Em setembro de 2019, se apresentaram no segundo dia do festival Rock in Rio, no Palco Sunset.
Em 19 de março de 2021, a banda lançou seu segundo álbum, The Dance Between Extremes, que foi gravado no 606 Studios do Foo Fighters. O álbum traz 12 faixas com convidados especiais John Dolmayan (System of a Down), Roy Mayorga (Stone Sour) e o skatista Bob Burnquist (13 vezes campeão da X Games).
Também em 2021, foi a primeira banda brasileira a ter uma música no game Rock Band, no jogo Rock Band 4, que lançou uma DLC com a música "The Call".
Em maio de 2022, foram a banda de abertura dos shows das bandas Metallica e Greta Van Fleet no estádio do Morumbi, em São Paulo.

### 2022-presente: Emmily Barreto como a nova vocalista
Após 8 anos de banda, Jonathan Dörr, o vocalista original da banda, saiu em agosto de 2022, sendo substituído por Emmily Barreto (Far From Alaska).
Em novembro de 2023, lançam o EP Call Us By Her Name com quatro faixas, as primeiras com a vocalista Emmily Barreto, sendo duas faixas inéditas.
Jean Dolabella deixou a banda em dezembro de 2023, após passar grande parte do tempo ausente dos shows da banda durante esse ano.
A banda lançou, em fevereiro de 2024, a canção “We Move As One”, música-tema do campeonato mundial Six Invitational do jogo Rainbow Six Siege, que teve sua edição de 2024 sediada no Brasil, no Ginásio do Ibirapuera. O single conta com a participação de Andreas Kisser, guitarrista do Sepultura, e do cantor Rob Damiani, vocalista da banda de rock britânica Don Broco.
Em 2025, foram a banda de abertura em todas as datas da Wake Up! South America Stadium Tour da banda System of a Down, que passou por Colômbia, Peru, Chile, Argentina e Brasil. Em São Paulo, em cada um dos três shows, chamaram Chaene da Gama (Black Pantera), Jéssica di Falchi (ex-Crypta) e Jean Patton (Project46) para participações especiais.

## Discografia

### Álbuns
- Ego Kill Talent (2017)
- The Dance Between Extremes (2021)

### EPs
- Sublimated (2015)
- Still Here (2016)
- My Own Deceiver (2017)
- Live in Europe 2017 (2018)

## Membros

### Atuais
- Emmily Barreto - vocais (2022 - presente)
- Theo van der Loo – guitarra, baixo (2014 - presente)
- Niper Boaventura – guitarra, baixo (2016 - presente)
- Raphael Miranda – bateria, baixo (2014 - presente)
- Cris Botarelli – baixo (2024 - presente)

### Ex-membros
- Jean Dolabella – bateria, guitarra (2014–2023)
- Jonathan Dörr - vocais (2014–2022)
- Estevam Romera – guitarra, baixo (2014–2016)